# سيريوس سام
سيريوس سام ( بالإنجليزية:Serious Sam) تعني بالعربية سام الجاد أو سام الخطير هي لعبة فيديو كرواتية متوفرة لأجهزة الكمبيوتر وأجهزة إكس بوكس مايكروسوفت . تم تطويرها بواسطة شركة كروتيم وتوزيعها بواسطة 2K Games ، وقد تم تصنيفه للأعمار من 18 عامًا فما فوق.

## قائمة الألعاب
- سيريوس سام: المواجهة الأولى(2001)
- سيريوس سام: المواجهة الثانية (2002)
- سيريوس سام 2 (2005)
- سيريوس سام إتش دي: المواجهة الأولى (2009)
- سيريوس سام إتش دي: المواجهة الثانية (2010)
- سيريوس سام 3: بي إف إي(2011)
- سيريوس سام 4 (2020)